# Lasioglossum platycephalum
Lasioglossum platycephalum là một loài Hymenoptera trong họ Halictidae. Loài này được Rayment mô tả khoa học năm 1927.

## Hình ảnh

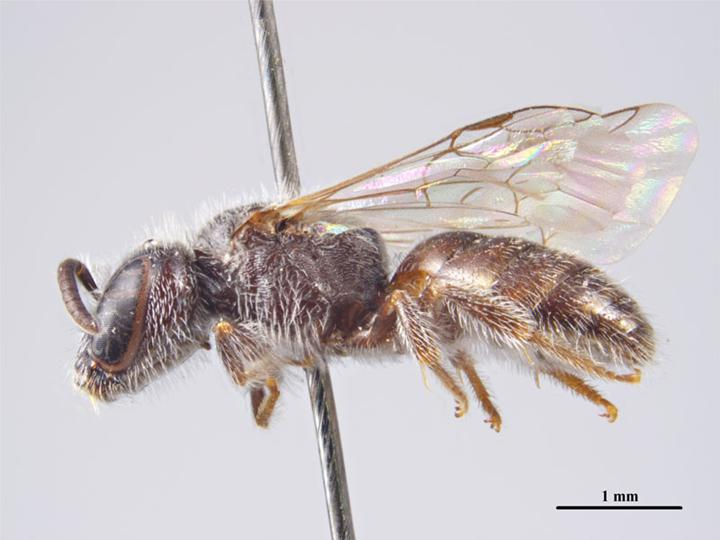